# Sestrieras
Sestrieras (en italià, Sestriere en occità, Sestrieras o la Sestriera; en piemontès, ël Sestrier;) és un municipi italià, situat a la ciutat metropolitana de Torí, a la regió del Piemont. L'any 2007 tenia 886 habitants. Està situat a la Vall de Susa, una de les Valls Occitanes. Limita amb els municipis de Cesana Torinese, Oulx, Pragelato, Sauze di Cesana i Sauze d'Oulx.

## Administració
| Període | Identitat              | Partit        |
| ------- | ---------------------- | ------------- |
| 2004-   | Andrea Maria Colarelli | Llista cívica |

## Esport
Sestriere és famosa com a seu d'esports d'hivern, ja que ha estat seu del Campionat del Món d'esquí alpí i el febrer de 2006 fou seu dels Jocs Olímpics d'Hivern de 2006 de Torí.
Pel que fa al ciclisme ha estat seu d'etapa del Giro d'Itàlia:
- 1991 (8 de juny): 13^ etapa, el vencedor fou Eduardo Chozas.
- 1993 (11 de juny): 19^ etapa, cronòmetre individual, el vencedor fou Miguel Induráin.
- 1994 (11 de juny): 21^ etapa, el vencedor fou Pascal Richard (Suïssa).
- 2000 (3 de juny): 20^ etapa, cronòmetre individual, guanyada per Jan Hruška (República Txeca).
- 2005 (28 de maig): 19^ etapa, el vencedor fou José Rujano (Veneçuela).

i del Tour de França
- 1952: 11^ etapa, Bourg d'Oisans-Sestrières, el vencedor fou Fausto Coppi
- 1992: 13^ etapa, Saint-Gervais-Sestrières, el vencedor fou Claudio Chiappucci
- 1996: 9^ etapa, Monetier les Bains-Sestrières, el vencedor fou Bjarne Riis
- 1999: 9^ etapa, Le Grand Bornand-Sestrières, el vencedor fou Lance Armstrong